# ELNA 7
ELNA 7 ist die Bezeichnung für eine Reihe von Tenderlokomotiven der Bauart 1'C1' h2t, die nach den Normen des Engeren Lokomotiv-Normen-Ausschußes gebaut wurden. Die ELNA 7 waren die letzten nach dem ELNA-Programm gebauten Lokomotiven und die einzigen gefertigten nach der zweiten Typenreihe. Sie wurden an die Kleinbahnabteilung des Provinzialverbandes Sachsen ausgeliefert und kamen bei verschiedenen Kleinbahnen zum Einsatz. Die Lokomotiven wurden nach dem Zweiten Weltkrieg von der Deutschen Reichsbahn übernommen, die sie bis 1968 einsetzte. Nach ihrer Ausmusterung wurden sie verschrottet.

## Technische Merkmale
Die Lokomotiven waren von der äußeren Gestaltung den anderen ELNA-Lokomotiven sehr ähnlich und hatten eine hohe Kessellage, einen T-förmig ausgebildeten Rahmenwasserkasten, der 7 m³ Inhalt hatte. Gegenüber den anderen ELNA-Lokomotiven besaßen die ELNA 7 einen leistungsfähigeren Kessel, einen Kipprost, eine höhere Achslast und eine höhere Geschwindigkeit. Angetrieben war die letzte Kuppelachse. Die Lokomotiven verfügen über Kolbenschieber und eine außenliegende Heusinger-Steuerung.
Die erste ausgelieferte Lokomotive hatte bei Auslieferung einen Kranzschornstein und einen niedrigen Kohlebehälter. Bei der Deutschen Reichsbahn erhielten einige Maschinen einen geraden Schornstein. Der Kohlenkasten erhielt für die Braunkohlenfeuerung einen bis zum Führerhausdach reichenden Aufsatz. Typisch für ELNA-Lokomotiven waren die oberhalb des Stehkessels angeordneten Oberlichter im Führerhaus.

## Geschichte
Die Lokomotiven wurden an die Kleinbahnabteilung des Provinzialverbandes Sachsen ausgeliefert und wurden zunächst
- der Genthiner Kleinbahn (Nr. 401 und 402)
- den Salzwedeler Kleinbahnen (Nr. 403)
- der Kleinbahn Heudeber-Mattierzoll (Nr. 404)
- der Kleinbahn Gardelegen-Haldensleben-Weferlingen (Nr. 405) und
- der Altmärkischen Kleinbahn zugeteilt.[1]

## DR 75 6682–6687
Nach dem Krieg versahen sie den Dienst auf diesen Strecken weiter, bis sie 1953 in Haldensleben konzentriert wurden. Dort waren sie bis 1962 beheimatet und wurden dann nach Dessau umbeheimatet, um auf der Bahnstrecke Dessau–Gohrau-Rehsen Dienst zu tun.
Die Lokomotiven konnten bis zu 10 Personenwagen ziehen. Lediglich im Winter blieben die Loks auf Grund ihres Rahmenwasserkastens manchmal in Schneewehen stecken. 1965 wurden sie aus Dessau abgezogen und beendeten ihren Dienst in unterschiedlichen Dienststellen. Ausgemustert wurden sie bis 1968.